# Clynnog Fawr
Clynnog Fawr, ou simplement Clynnog, est un village et une communauté du Gwynedd, au pays de Galles.

## Géographie
Clynnog Fawr est situé dans le nord-ouest du Gwynedd, dans le comté historique du Caernarvonshire. Il se trouve sur la côte septentrionale de la péninsule de Llŷn, à une quinzaine de kilomètres à l'ouest de la ville de Caernarfon, sur la route A499 (en).
La communauté de Clynnog comprend aussi les villages d'Aberdesach (en) et Pant Glas (en).

## Démographie
Au recensement de 2011, la communauté de Clynnog comptait 997 habitants.